# Необмежена свобода
Необмежена свобода (дав.-гр. άκρατος έλευθερία), або Неприборкана демократія — політичний режим, встановлений в Мегарах (Стародавня Греція) наприкінці VII ст. до н. е. внаслідок приходу до влади прихильників демократії. 

## Історія
Рушійною силою перевороту і соціальною базою нового режиму були широкі верстви міського демосу, які вимагали рівних прав із представниками аристократії, що правили містом протягом століть. Саме на вимогу громадян влада в державі перейшла від аристократичної ради до народних зборів. Свою діяльність новий уряд розпочав із розправи з прихильниками попередньої влади, аристократами і великими власниками, які у більшості своїй змушені були залишити місто. Майно вигнанців конфіскували. Тих, хто залишився, змушували «ділитися» власністю, зокрема годувати інших громадян за свій рахунок.
Утім перерозподілом власності були задоволені не всі. Частина громадян почала вимагати касації боргів. Остерігаючись паралічу кредитної системи, а разом з нею — морської торгівлі (неможливої без кредитування), що була головним джерелом доходів для міста, уряд оголосив палінтокію (грец. πάλιντοκία) — тобто повернення відсотків, вже виплачених боржниками кредиторам. Однак це лише загострило внутрішні протиріччя у державі.
Зовнішня політика режиму «необмеженої свободи» була авантюрною і вкрай невдалою. Війна з Перинфом і його метрополією — Самосом (602 р. до н. е.) завершилася цілковитим розгромом мегарського флоту. У полон потрапили майже шістсот громадян. Скориставшись цим, афіняни відняли у Мегар острів Саламін (600 р. до н. е.). Хаос всередині держави призвів до того, що уряд не зміг покарати мегарців, які напали на священне посольство, що прямувало через Мегариду з Пелопоннеса до Дельф. Внаслідок цього місто посварилося з усією Грецією.
Опинившись в зовнішній ізоляції, уряд вдався до крайньої міри, надавши громадянські права усім вільним мешканцям Мегариди. Це дозволило згодом зібрати нове військо і навіть відвоювати Саламін. Але ненадовго. У 565 р. до н. е. Пісістрат знову приєднав острів до Афін. Проте афіняни цим не обмежилися і захопили мегарський порт Нісею. Після цього режим «необмеженої свободи» був повалений самими мегарцями.
Урядування демократів в Мегарах для тогочасних греків стало синонімом безвладдя, хаосу і суспільної деградації. Водночас запекла політична боротьба сприяла розвитку в місті літератури і театрального мистецтва. З коротких сценок з політичним підтекстом виросла комедія, засновником якої вважають Сусаріона з Триподиска, який саме в цей час мешкав у Мегарах. Автором пристрасних елегій, сповнених ненависті до режиму «необмеженої свободи», був Теогнід, який змушений був залишити рідне місто і творити в середовищі близької до нього аристократичної еміграції.